# Старий замок (Гродно)
53°40′37″ пн. ш. 23°49′23″ сх. д. / 53.677° пн. ш. 23.823° сх. д.
Старий замок — замок в Гродні. В сучасному вигляді в основному збудований у 1398 році за часів князівства Вітовта.

## Історія

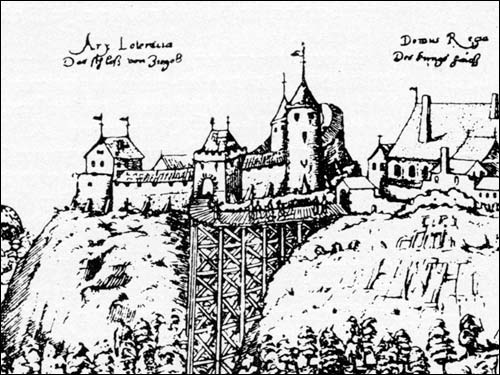
Замок в часи князя Вітовта

Перша оборонна споруда була побудована в XI столітті. У XIII столітті Гродно (Городна) увійшло до складу Великого князівства Литовського, з початку наступного століття зазнало численних нападів хрестоносців. В 1391 році замок став однією з головних резиденцій князя Вітовта. У 1398 на місці дерев'яної фортеці був збудований кам'яний готичний замок з п'ятьма вежами.
Приблизно в цей же час на території замку була побудована так звана Нижня церква. За припущенням археологів, вона була побудована тими ж архітекторами та за тією ж технологією, що й Коложська церква. Специфікою побудови було те, що величезні кругляки розколювалися навпіл і вкладалися в стіни разом з цеглою. Фундамент і залишки стін Нижньої церкви сьогодні відкриті для огляду.
У 1445 році великий князь литовський Казимир IV Ягеллончик прийняв у замку польського посла, який пропонував йому корону, в цьому ж замку Казимир IV Ягеллончик в 1492 році помер. В замку зупинявся Стефан Баторій, який фактично зробив Гродно своєю столицею. З ініціативи короля близько 1580 року замок був перебудований у стилі ренесансу італійським архітектором Скотто з Парми.
У 1655 році замок був повністю зруйнований російськими військами під час російсько-польської війни 1654—1667 років. Відбудував його канцлер литовський і староста гродненський Криштоф Зигмунд Пац. З 1678 року в замку проходив кожен третій сейм Речі Посполитої. На початку XVIII століття замок був спалений шведами під час Великої Північної війни і вже ніколи не мав колишнього значення. У середині цього ж століття поруч з замком був побудований Новий замок, а старий перестав виконувати свою функцію. Після поділів Речі Посполитої та приєднання Гродна до Російської імперії, в XIX столітті був перебудований на царські казарми.
Нині в замку розміщена основна експозиція Гродненського історико-археологічного музею. З 2015 в замку проводяться реставраційні роботи.